# Люкур
Люку́р (фр. Lupcourt) — муніципалітет у Франції, у регіоні Гранд-Ест, департамент Мерт і Мозель. Населення — 421 особа (01.01.2021).
Муніципалітет розташований на відстані близько 290 км на схід від Парижа, 60 км на південь від Меца, 10 км на південний схід від Нансі.

## Історія
Раніше муніципалітет називався Локур (Locurt; 1127-68), Лукур (Loucurt; 1142), Лукур (Loupcourt з 1342 року), де фр. loup означає «вовк», що й знайшло своє відображення на гербі.
До 2015 року муніципалітет перебував у складі регіону Лотарингія. Від 1 січня 2016 року належить до нового об'єднаного регіону Гранд-Ест.

## Демографія
Динаміка населення (INSEE ):
Розподіл населення за віком та статтю (2006):
| Стать | Всього | До 15 років | 15-24 | 25-44 | 45-64 | 65-85 | Понад 85 |
| --- | ------ | ----------- | ----- | ----- | ----- | ----- | -------- |
| Чоловіки | 168    | 30          | 25    | 34    | 58    | 21    | 0        |
| Жінки | 163    | 29          | 21    | 50    | 55    | 8     | 0        |
| \| Статево-вікова піраміда \| Статево-вікова піраміда \| Статево-вікова піраміда \| \| ----------------------- \| ----------------------- \| ----------------------- \| \| Чоловіки \| Вік \| Жінки \| \| 0 \| 85 + \| 0 \| \| 4 \| 80-84 \| 0 \| \| 0 \| 75-79 \| 0 \| \| 4 \| 70-74 \| 4 \| \| 13 \| 65-69 \| 4 \| \| 4 \| 60-64 \| 13 \| \| 8 \| 55-59 \| 4 \| \| 25 \| 50-54 \| 17 \| \| 21 \| 45-49 \| 21 \| \| 13 \| 40-44 \| 25 \| \| 0 \| 35-39 \| 8 \| \| 17 \| 30-34 \| 13 \| \| 4 \| 25-29 \| 4 \| \| 8 \| 20-24 \| 4 \| \| 17 \| 15-20 \| 17 \| \| 13 \| 10-14 \| 8 \| \| 4 \| 5-9 \| 17 \| \| 13 \| 0-4 \| 4 \| |        |             |       |       |       |       |          |
| Статево-вікова піраміда |        |             |       |       |       |       |          |
| Чоловіки | Вік    | Жінки       |       |       |       |       |          |
| 0 | 85 +   | 0           |       |       |       |       |          |
| 4 | 80-84  | 0           |       |       |       |       |          |
| 0 | 75-79  | 0           |       |       |       |       |          |
| 4 | 70-74  | 4           |       |       |       |       |          |
| 13 | 65-69  | 4           |       |       |       |       |          |
| 4 | 60-64  | 13          |       |       |       |       |          |
| 8 | 55-59  | 4           |       |       |       |       |          |
| 25 | 50-54  | 17          |       |       |       |       |          |
| 21 | 45-49  | 21          |       |       |       |       |          |
| 13 | 40-44  | 25          |       |       |       |       |          |
| 0 | 35-39  | 8           |       |       |       |       |          |
| 17 | 30-34  | 13          |       |       |       |       |          |
| 4 | 25-29  | 4           |       |       |       |       |          |
| 8 | 20-24  | 4           |       |       |       |       |          |
| 17 | 15-20  | 17          |       |       |       |       |          |
| 13 | 10-14  | 8           |       |       |       |       |          |
| 4 | 5-9    | 17          |       |       |       |       |          |
| 13 | 0-4    | 4           |       |       |       |       |          |

## Економіка
2010 року серед 286 осіб працездатного віку (15—64 років) 224 були активними, 62 — неактивними (показник активності 78,3%, у 1999 році було 68,8%). З 224 активних мешканців працювало 213 осіб (115 чоловіків та 98 жінок), безробітними було 11 (2 чоловіки та 9 жінок). Серед 62 неактивних 28 осіб було учнями чи студентами, 24 — пенсіонерами, 10 були неактивними з інших причин.

У 2010 році в муніципалітеті числилось 161 оподатковане домогосподарство, у яких проживали 445,5 особи, медіана доходів виносила 25 647 євро на одного особоспоживача